# Сепсі ОСК (Сфинту-Георге)
«Сепсі ОСК Сфинту-Георге» (рум. Sepsi OSK Sfântu Gheorghe) — румунський футбольний клуб з міста Сфинту-Георге, заснований 2011 року. Із сезону 2017—2018 років виступає у Лізі I. Домашні матчі приймає на стадіоні «Сільвіу Плоштяну», місткістю 8 800 глядачів.

## Досягнення
- Кубок Румунії
  -  Володар (2): 2022, 2023
- Суперкубок Румунії
  -  Володар (2): 2022, 2023